# Marc Hottiger
Marc Hottiger (Lausana, Suïssa, 7 de novembre de 1967), és un exfutbolista internacional suís, s'exercia com a defensa o lateral, sent un jugador molt polivalent.

## Clubs
| Club               | País       | Any         | Partits | Gols |
| FC Lausanne Sports | Suïssa     | 1988 - 1992 | 123     | 5    |
| FC Sion            | Suïssa     | 1992 - 1994 | 67      | 13   |
| Newcastle United   | Anglaterra | 1994 - 1996 | 39      | 1    |
| Everton FC         | Anglaterra | 1996 - 1997 | 17      | 1    |
| FC Lausanne Sports | Suïssa     | 1997 - 1999 | 45      | 1    |
| FC Sion            | Suïssa     | 1999 - 2002 | 82      | 1    |